# Championnat de Croatie de football 2018-2019
Navigation
Saison 2017-2018 Saison 2019-2020
La saison 2018-2019 de Prva Liga est la vingt-huitième édition de la première division croate. La saison régulière prend place du 27 juillet 2018 au 25 mai 2019, suivi d'un barrage de relégation opposant l'avant-dernier du champion au deuxième de deuxième division.
Les dix meilleurs clubs du pays sont regroupés au sein d'une poule unique où ils s'affrontent à quatre reprises, deux fois à domicile et à l'extérieur, pour un total de 180 matchs. Le tenant du titre est le Dinamo Zagreb.
En fin de saison, le premier au classement est sacré champion de Croatie et se qualifie directement pour le deuxième tour de qualification de la Ligue des champions 2019-2020. Le vainqueur de la Coupe de Croatie 2018-2019 est quant à lui qualifié pour le troisième tour de qualification de la Ligue Europa 2019-2020, tandis que les deuxième et troisième du championnat se qualifient respectivement pour le deuxième et le premier tour de qualification de la compétition. La place du vainqueur de la Coupe peut être réattribuée au deuxième du championnat si celui-ci est déjà qualifié pour une compétition européenne par le biais du championnat, rendant la quatrième place également qualificative. Dans le même temps, le dernier du classement est directement relégué en deuxième division tandis que l'avant-dernier doit disputer un barrage de relégation face au deuxième de cette même division.
Le Dinamo Zagreb est sacré champion à l'issue de la compétition, assurant son titre à six journées de la fin à l'issue de la trentième manche, ce qui constitue ainsi son vingtième titre depuis 1993 et le deuxième d'affilée.

## Participants
Un total de dix équipes participent au championnat, neuf d'entre elles étant déjà présentes la saison précédente, auxquelles s'ajoute l'HNK Gorica, promu de deuxième division qui remplace l'HNK Cibalia, relégué lors de la dernière édition.
Parmi ces clubs, quatre d'entre eux n'ont jamais quitté le championnat depuis sa fondation en 1992 : le Dinamo Zagreb, l'Hajduk Split, le NK Osijek et l'HNK Rijeka. En dehors de ceux-là, le Slaven Belupo évolue continuellement dans l'élite depuis 1996 tandis que l'Istra 1961 et le Lokomotiva Zagreb sont présents depuis 2009.
Légende des couleurs
- Deuxième tour de qualification pour champions de la Ligue des champions 2018-2019
- Troisième tour de qualification de la Ligue Europa 2018-2019
- Deuxième tour de qualification de la Ligue Europa 2018-2019
- Premier tour de qualification de la Ligue Europa 2018-2019
- Promu de deuxième division

| Club              | Se maintient depuis | Classement 2017-2018 | Entraîneur       | Stade              | Capacité théorique |
| ----------------- | ------------------- | -------------------- | ---------------- | ------------------ | ------------------ |
| Dinamo Zagreb     | 1992                | 1                    | Nenad Bjelica    | Stade Maksimir     | 38 079             |
| HNK Rijeka        | 1992                | 2                    | Matjaž Kek       | Stade Rujevica     | 8 274              |
| Hajduk Split      | 1992                | 3                    | Željko Kopić     | Stade de Poljud    | 34 448             |
| NK Osijek         | 1992                | 4                    | Zoran Zekić      | Stade Gradski vrt  | 22 050             |
| Lokomotiva Zagreb | 2009                | 5                    | Goran Tomić      | Stade Kranjčević   | 8 850              |
| Slaven Belupo     | 1996                | 6                    | Željko Kopić     | Stade Gradski      | 3 134              |
| Inter Zaprešić    | 2015                | 7                    | Samir Toplak     | Stade ŠRC Zaprešić | 5 228              |
| NK Rudeš          | 2017                | 8                    | Ivan Matić       | Stade Kranjčević   | 8 850              |
| Istra 1961        | 2009                | 9                    | Darko Raić-Sudar | Stade Aldo Drosina | 8 923              |
| HNK Gorica        | 2018                | 1 (D2)               | Sergej Jakirović | Stade Radnik       | 5 000              |

1. 1 2 3 4  On ne peut pas exactement parler de promotion pour ce club puisqu'il a directement rejoint la première division dès 1992, date de création du championnat. Depuis cette date, il n'a jamais connu de relégation.

## Compétition

### Classement
Le classement est établi sur le barème de points classique (victoire à 3 points, match nul à 1, défaite à 0). Pour départager les égalités, on tient d'abord compte des points en confrontations directes, puis de la différence de buts en confrontations directes, puis de la différence de buts générale, puis du nombre de buts marqués et enfin du nombre de point de fair-play.